# Eukoenenia lienhardi
Eukoenenia lienhardi is een spinnensoort in de taxonomische indeling van de Palpigradi.
Het dier komt uit het geslacht Eukoenenia. Eukoenenia lienhardi werd in 1989 beschreven door Condé.